# Björkholm (Isaksö, Geta, Åland)
Björkholm är en holme i Geta kommun på Åland (Finland) och i Skärgårdshavet. Ön ligger omkring 33 kilometer norr om Mariehamn och omkring 290 kilometer väster om Helsingfors. Den ligger i den västra delen av kommunen, nära gränsen till Hammarland.
Öns area är 18,1 hektar och dess största längd är 0,7 kilometer i nord-sydlig riktning. Björkholm har Mattskär i norr, Västerfjärden i öster, Arnholm och Isaksö i söder samt Lökö i väster.
Terrängen på Björkholm består huvudsakligen av hällmarkskog med inslag av blåbärsgranskog. På Björkholm finns fem hus. I vattnen runt Björkholm finns många grynnor.